# Закоштуй Ананій
Ананій Закоштуй (псевдо: «Василь», «Вовк», «Гриб», «Забіяка», «Крук», «Пластун», «Степан», «Хорт») ( 14 жовтня 1908, с. Лаврів (тепер Луцький район, Волинська область) —  квітень 1944, с. Риковичі, Іваничівський район, Волинська область  ) — провідник ОУН Волинської області, організаційний референт ОУН на Волині, провідник Володимирсько-Горохівської округи ОУН.

## Життєпис
Народився 14 жовтня 1908 року в селі Лаврів (тепер Луцький район, Волинська область).
Навчався в Луцькій гімназії. Володів п’ятьма іноземними мовами. Очолював осередок Пласту та «Просвіти» у рідному селі. Член УВО з 1929 року, а згодом ОУН.  
Політв'язень польських тюрем з 1934 по 1939. Працював у товаристві «Сільський господар». За доносом місцевих комуністів у вересні 1939 року заарештований НКВС. Під час етапування до Луцької в’язниці втік з-під варти та перейшов на нелегальне становище, перетнув у січні 1940 року з групою оунівців з 6-ти осіб радянсько-німецький кордон.
Відповідав за перехід нелегалами кордону з Німеччиною.
Районний провідник ОУН у Лаврові протягом 1936-1937, надрайонний провідник у Лаврові (1937-1938), провідник Володимирсько-Горохівської округи ОУН (1939-1940), організаційний референт ОУН на Волині, провідник ОУН Волинської області (1941-1943) та член крайового проводу ПЗУЗ (1939-1944).
Загинув у квітні 1944 року в бою з червоними партизанами. 

### Родина
Був одружений з вчителькою Іванною, яка працювала у Лаврові, народилась дочка Уляна (вже після його загибелі). 

## Вшанування пам'яті
У жовтні 2002 року у рідному селі йому відкрито пам'ятник.